# Río Pend Oreille
El río Pend Oreille (del inglés: Pend Oreille River) es un río del noroeste de los Estados Unidos y suroeste de Canadá, uno de los principales afluentes del río Columbia que nace en el lago Pend Oreille, en el norte del estado de Idaho. Tiene aproximadamente 209 km de longitud, aunque el sistema fluvial conjunto río Pend Oreille-lago Pend Oreille-río Clark Fork tiene 771 km, que lo sitúan entre los 50 ríos más largos de los Estados Unidos. Drena parte de la vertiente occidental de las Montañas Rocosas, una extensa región del oeste de Montana, norte de Idaho y Washington, con una superficie de 66 800 km² —mayor que países como Lituania y Sri Lanka—. Tiene una descarga media de 748 m³/s.
Administrativamente, el río discurre por los estados de Idaho y Washington de Estados Unidos y una pequeña parte por la Columbia Británica, en Canadá. 

## Geografía

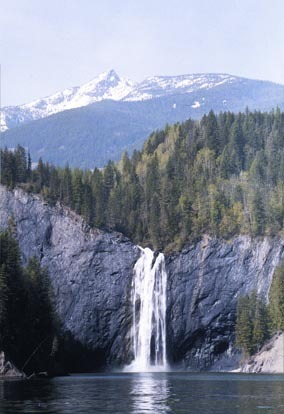
Cataratas PeeWee y el río Pend Oreille River cerca de la presa Boundary

El río Pend Oreille, que drena el lago Pend Oreille en el río Columbia, se considera a veces como la parte inferior del río Clark Fork, que nace en el oeste de Montana, lo que supondría entonces una longitud total de 771 km. En su paso por la Columbia Británica su nombre es «Pend d'Oreille». Drena un área escénica de las montañas Rocosas a lo largo de la frontera Canadá-Estados Unidos, en el lado este de la Columbia. 
El río drena un área de 66 800 km², principalmente a través del río Clark Fork y sus afluentes en el oeste de Montana, siendo uno de los más destacados el río Flathead en el sureste de la Columbia Británica. La cuenca del río y sus afluentes representan el 43% de toda la cuenca del río Columbia.

### Descripción del curso
El río Pend Oreille comienza en el lago Pend Oreille (de  383 km²) en el Panhandle de Idaho, en el condado de Bonner. El río drena el lago desde su extremo occidental, cerca de Sandpoint (el río Clark Fork entra en el lago por su extremo oriental). El río fluye hacia el oeste, recibiendo el río Priest (de 109 km) desde el norte, en la ciudad de Priest River (1751 hab. en 2010), y luego fluye por el sur del condado de Pend Oreille en el noreste del estado de Washington en Newport (2126 hab.). Una vez en Washington, gira hacia el norte, fluyendo a lo largo de la parte oriental de la montañas Selkirk («Selkirk Mountains»). Corre casi paralelo a la frontera de Idaho durante aproximadamente 80 km, a través del bosque nacional Colville, pasando por Tiger y Metaline Falls (238 hab.).
Cruza la frontera internacional en el sureste de la Columbia Británica, describiendo una curva al oeste de unos 24 km para unirse al río Columbia desde el este, aproximadamente a unos 3 km al norte de la frontera internacional y aproximadamente a 8 km al sur de Montrose (1012 hab. en 2006).

### Presas

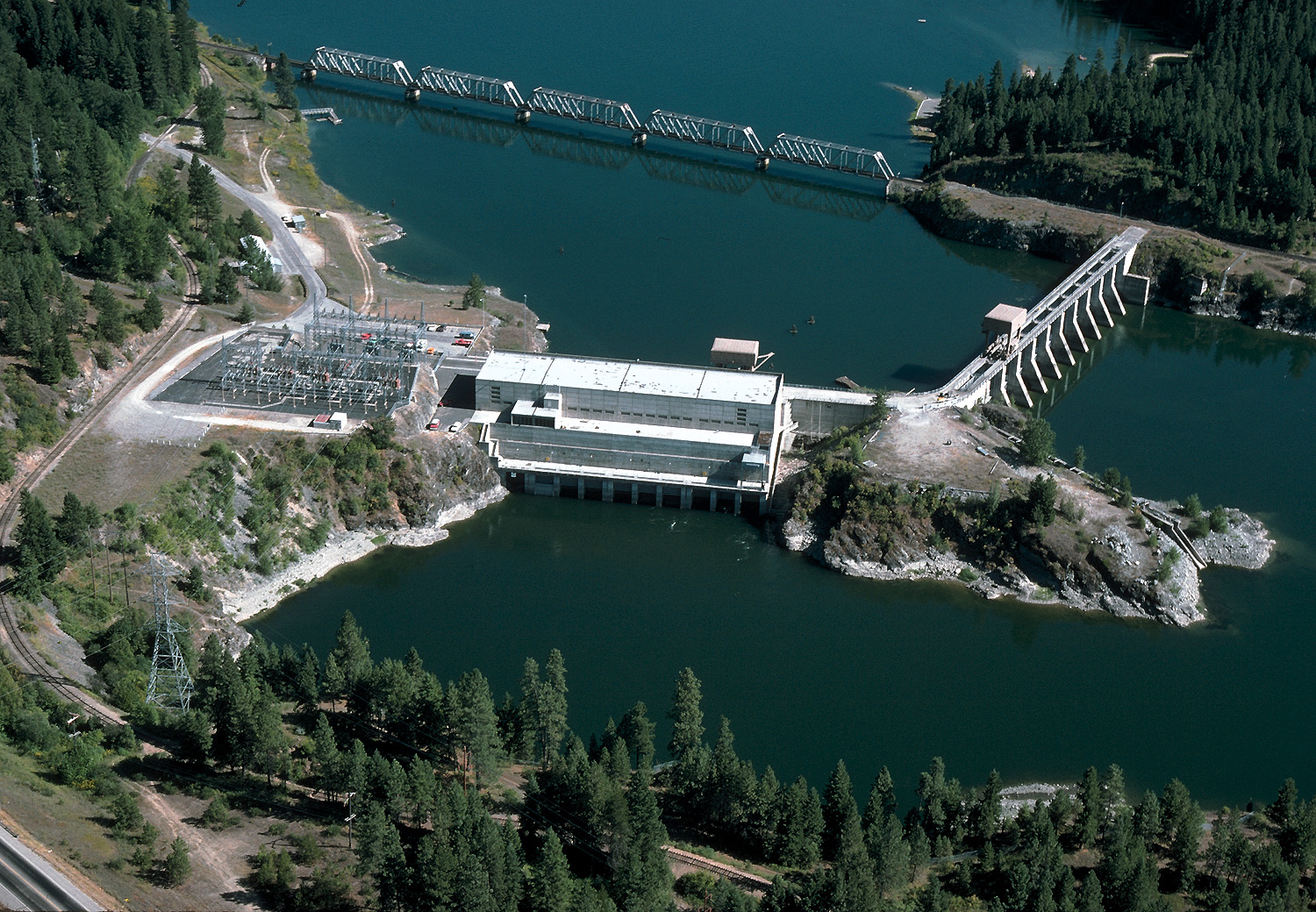
Presa de Albeni Falls

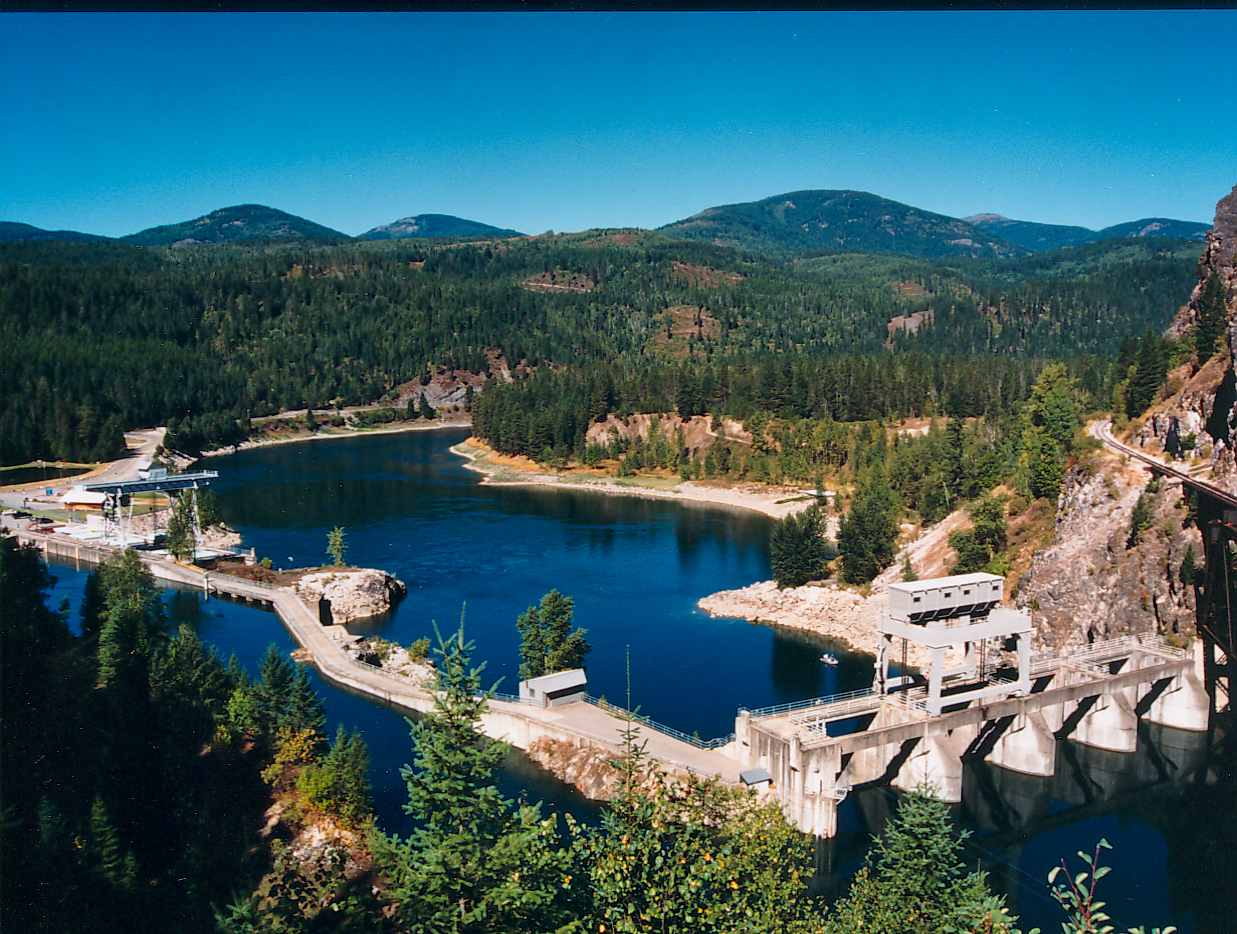
Presa de Box Canyon

Hay cinco presas en el río Pend Oreille (ninguna con paso de peces):
- en Canadá: Waneta (finalizada en 1954 y propiedad de Teck Cominco, con 454 MW instalados) y Seven Mile (finalizada en 1979 y propiedad de B.C. Hydro, con 848 MW instalados);
- en los Estados Unidos: Boundary (finalizada en 1967 y propiedad de Seattle City Light, con 1070 MW instalados), Box Cañón (finalizada en 1956 y propiedad de Pend Oreille County PUD, con 62 MW instalados), y Albeni Falls (finalizada en 1955 y propiedad de Cuerpo de Ingenieros del Ejército de los Estados Unidos).

### Nombres
Las variantes del nombre, de acuerdo con el USGS, son las siguientes: río Bitter Root, río Bitterroot, Clark Fork, Clarke Fork, Clarkes Fork, Clarks Fork, río Deer Lodge, río Hell Gate, río Missoula, río Pend d'Oreille, río Silver Bow, Clark's Fork y río Pend-d'Oreille.

## Toponimia
Por el curso alto del río, el valle del río Clark Fork, volvió en 1806 el grupo de Meriwether Lewis en el viaje de regreso de la expedición de Lewis y Clark (1804-1806). El río lleva su nombre en honor de William Clark, el otro director de esa famosa expedición.

## Historia
Los pueblos nativos que vivían a lo largo del río eran los pend oreille y los kalispel (considerados como una sola tribu por la Oficina de Asuntos Indígenas). La evidencia arqueológica sugiere que la región estaba poblada ya desde el final de la última edad de hielo, hace unos 11 000-12 000 años. Se dice que el nombre pend d'oreille o pend oreille significa "pendiente", "colgar de las orejas" o "forma de oreja". Se cree que Kalispel significa "pueblo de la camassia", en referencia a las raíces que les proporcionaban su alimento principal. 
Los primeros no indígenas que vieron a los pend oreille fueron cazadores de pieles franco-canadienses que trabajaban para varias empresas de comercio de pieles, con el fin de proporcionar pieles de castor para comerciar en el extranjero. Algunas de estas personas fueron quienes acuñaron el término "pend d'oreille". El explorador canadiense David Thompson vio el río en 1807, después de un largo y arduo viaje desde Saskatchewan. Su misión principal era encontrar el nacimiento del río Columbia, el lago Columbia, lo cual consiguió. Posteriormente procedió a establecer puestos comerciales en toda la región, incluida Kullyspell House en la costa norte del lago Pend Oreille. En 1808, Thompson viajó nuevamente a la región de Pend Oreille. La primavera siguiente, intentó llegar al río Columbia a través del Pend Oreille, pero los rápidos y cascadas obstaculizaron su intento. Terminó retirándose a otro puesto comercial en Columbia Británica unos meses después. Sin embargo, después de estas primeras exploraciones, todavía no había asentamientos blancos permanentes a lo largo del río Pend Oreille.
En la década de 1840, europeos y estadounidenses llegaban a la región en cantidades cada vez mayores, aunque el crecimiento era lento. Estos recién llegados no entablaron buenas relaciones con los nativos americanos de la zona, y enfermedades como la viruela acabaron con la vida de muchos indígenas, lo cual también sucedió con muchas otras tribus de Norteamérica y Centroamérica, ya que no estaban acostumbradas a tal enfermedad. Después de numerosas guerras y tratados, gran parte de la tierra en la cuenca de Pend Oreille, especialmente el área superior de Clark Fork, había sido cedida a los colonos. La última tierra en el área de Bitterroot se cedió en 1889, y muchas tribus de la cuenca Pend Oreille fueron trasladadas a reservas en el noroeste de Montana. A finales de la década de 1850, se produjo una importante afluencia de pueblos no indígenas cuando se descubrió oro cerca de Metaline Falls, en el río Pend Oreille. Sin embargo, los primeros asentamientos blancos importantes en esa zona no se crearon hasta 1884. La minería de oro pronto cesó, pero la extracción de plomo y zinc continuó, alcanzando su punto máximo en la Segunda Guerra Mundial, cuando los metales se necesitaban desesperadamente para la producción de armas, barcos y aviones.
En el siglo XIX, la tala era la otra industria importante de la zona del río Pend Oreille y atrajo a la región de cientos a miles de hombres, muchos de ellos escandinavos. La tala fue rentable porque casi toda la cuenca del Pend Oreille estaba cubierta de bosques con varios tipos de árboles. Sin embargo, el envío de troncos a puertos situados más abajo en el río Columbia (al suroeste del río Pend Oreille) fue un problema. El río no sólo estaba plagado de espantosas cascadas y rápidos, sino que fluye hacia el norte, en la dirección opuesta a la que las empresas madereras querían mover sus troncos. Aproximadamente en esta época, se introdujeron barcos de vapor en el río Pend Oreille. El primer barco de vapor en el río fue The Bertha, construido en 1887 en Albeni Falls. Otras embarcaciones conocidas fueron Ione, Spokane y Metaline (Pend Oreille). Estos barcos transportaban pasajeros y minerales y también remolcaban balsas de troncos río arriba. (Dado que fluye hacia el norte, tuvieron que remolcar los troncos hacia el sur, contra la corriente, para transportarlos a una distancia más corta hasta los aserraderos y las fábricas que se encuentran más abajo en la cuenca de Columbia). La navegación en el Pend Oreille presentó pocos problemas aguas arriba del Box Canyon. rápidos a unas tres cuartas partes del camino por el río Pend Oreille (hoy cerca del sitio de la presa Box Canyon). Muchos barcos naufragaron en el tramo entre Box Canyon y la desembocadura del río (incluido Metaline, que era el único gran vapor que operaba en la parte baja del río de forma regular). Después de que se construyó el Ferrocarril del Norte de Idaho y Washington en el área, el comercio de barcos de vapor se desvaneció y los troncos se transportaron por ferrocarril. El Idaho & Washington Northern finalmente fue reemplazado por el Milwaukee Road.
El valle del río Pend Oreille nunca fue fácil para los primeros o posteriores emigrantes establecerse en él. La poca tierra cultivable que existía se encontraba en su mayor parte dentro de la llanura aluvial del río, y en muchos lugares sólo había una estrecha franja de terreno plano que pronto correría contra la vertical. acantilados o bosques densos con suelo rocoso. Sin embargo, persistieron algunos asentamientos permanentes en Newport, Albeni Falls, Ione, Dalkena, Metaline Falls, Cusick, Usk y muchos en los lugares de los aserraderos que cortaban la madera extraída de la región. Algunos emigrantes también se asentaron a lo largo de Clark Fork, pero hubo problemas similares porque durante la mayor parte de su curso, Clark Fork, como Pend Oreille, fluye en un desfiladero estrecho y empinado. Un mayor número de personas se estableció en el valle del río Flathead, alrededor del lago Flathead y el lago Pend Oreille, en el valle del río Priest y en el valle Bitterroot del suroeste de Montana. Sandpoint, situada en Idaho, cerca de donde el río sale del lago Pend Oreille, sigue siendo la mayor ciudad cercana al río, con una población de 8 639 personas (según el censo de 2020).